# 费尔达塔尔
费尔达塔尔是德国黑森州的一个市镇。总面积55.69平方公里，总人口2572人，其中男性1285人，女性1287人（2011年12月31日），人口密度46人/平方公里。